# Armod (musikalbum)
Armod är det sjunde albumet av svenska power metal-bandet Falconer, och släpptes den 3 juni 2011 genom Metal Blade Records. Till skillnad från tidigare album är Armod mer inspirerad av folkmusik än tidigare album, och alla sånger sjungs på svenska. Undantaget är bonuslåtarna som är engelska översättningar av fyra av de andra låtarna. Dessa återfinns endast på digipack-versionen.

## Låtlista
| 1.           | Svarta änkan                                    | 6:55  |
| 2.           | Dimmornas drottning                             | 4:17  |
| 3.           | Griftefrid                                      | 4:20  |
| 4.           | O, tysta ensamhet (trad)                        | 4:08  |
| 5.           | Vid rosornas grav                               | 5:52  |
| 6.           | Grimborg                                        | 3:31  |
| 7.           | Herr Peder och hans syster                      | 7:17  |
| 8.           | Eklundapolskan                                  | 2:56  |
| 9.           | Grimasch om morgonen (Cornelis Vreeswijk-cover) | 2:29  |
| 10.          | Fru Silfver                                     | 4:32  |
| 11.          | Gammal fäbodpsalm                               | 3:21  |
| 12.          | Black Widow (digipack bonus)                    | 6:55  |
| 13.          | Grimborg (digipack bonus)                       | 3:31  |
| 14.          | By the Roses' Grave (digipack bonus)            | 5:52  |
| 15.          | O, Silent Solitude (digipack bonus)             | 4:06  |
| Total längd: | Total längd:                                    | 70:02 |

## Källförteckning
1. ↑  ”FALCONER: New Album Title Announced”. blabbermouth.net. 28 september 2010. http://www.blabbermouth.net/news/falconer-new-album-title-announced/. Läst 12 november 2010.
2. ↑  ”FALCONER: New Album Artwork, Track Listing Revealed”. blabbermouth.net. 2 april 2011. http://www.blabbermouth.net/news/falconer-new-album-artwork-track-listing-revealed/. Läst 9 april 2011.